# 相愛性理論
『相愛性理論』（そうあいせいりろん、）は、DECO*27のメジャーデビューアルバム。2010年4月21日にU/M/A/Aから発売された。

## 概要
これまでの音楽活動をまとめたベストアルバムのような作品。動画投稿サイト「ニコニコ動画」に投稿したデビュー曲「僕みたいな君、君みたいな僕」から最新曲「一人ぼっちで二人きり」まで、特に人気の高い曲を10曲厳選。さらに、同人アルバムより2曲と、新曲2曲を追加。一部の既存曲は本作のためにリアレンジされている。ボーナストラックとして、女性歌手のとぴによるカヴァーや、kous、sasakure.UK、Treowによるリミックスを収録している。
なお、表題曲となる「相愛性理論」は、2009年4月14日に音声合成ソフトウェア・初音ミクを用いた楽曲としてニコニコ動画へと、本アルバムリリース翌年の2011年12月9日にYouTubeへと投稿された。

## 収録曲
（全作詞・作曲・編曲：DECO*27）

### 初回生産限定盤
（時間：1時間06分07秒、規格品番：XECJ-1009、CD+DVD、32ページ絵本型ブックレット、特殊ニス表面加工の三方背BOX付き）
CD
1. 相愛性理論 [4:28]
本作のためにリアレンジされた。
2. ハルイチ。 [2:55]
本作のためにリアレンジされた。
3. 愛+K=aKi [3:06]
1st同人アルバム「奏愛 -so i-」より。本作のためにリアレンジされた。
4. 心壊サミット [2:49]
本作のためにリアレンジされた。
5. 愛言葉 [4:24]
6. 恋様シート [3:33]
新曲。
7. 僕みたいな君、君みたいな僕。 [4:28]
本作のためにリアレンジされた。
8. キミ以上、ボク未満。 [3:43]
9. 好きよ好きよも好きのうち [3:16]
新曲。
10. 罪と罰 [3:02]
11. "bye-bye" by my 愛 [3:36]
2nd同人アルバム「No You, No Me」より。
12. 愛 think so, [3:59]
13. 二息歩行 [3:04]
14. 一人ぼっちで二人きり [3:27]
15. 愛 think so, (feat. とぴ) [4:00]
16. ハルイチ。 (kous Remix) [3:10]
17. 愛言葉 (sasakure.UK Remix) [4:25]
18. 相愛性理論 (Treow Remix) [4:42]

DVD
1. 相愛性理論
2. 二息歩行
3. 愛 think so, feat. とぴ
4. No You, No Me

## 演奏
- 初音ミク：Vocal (1～14.16～17)
- DECO*27
  - Guitar, Synthesizer, Electronics (1～15)
  - Chorus (1.2.4～14)
- とぴ
  - Vocal (15)
  - Chorus (5.11.13)
- 40mP：Piano (3)
- 平井直樹：Drums (13.15)